# W. Jason Morgan

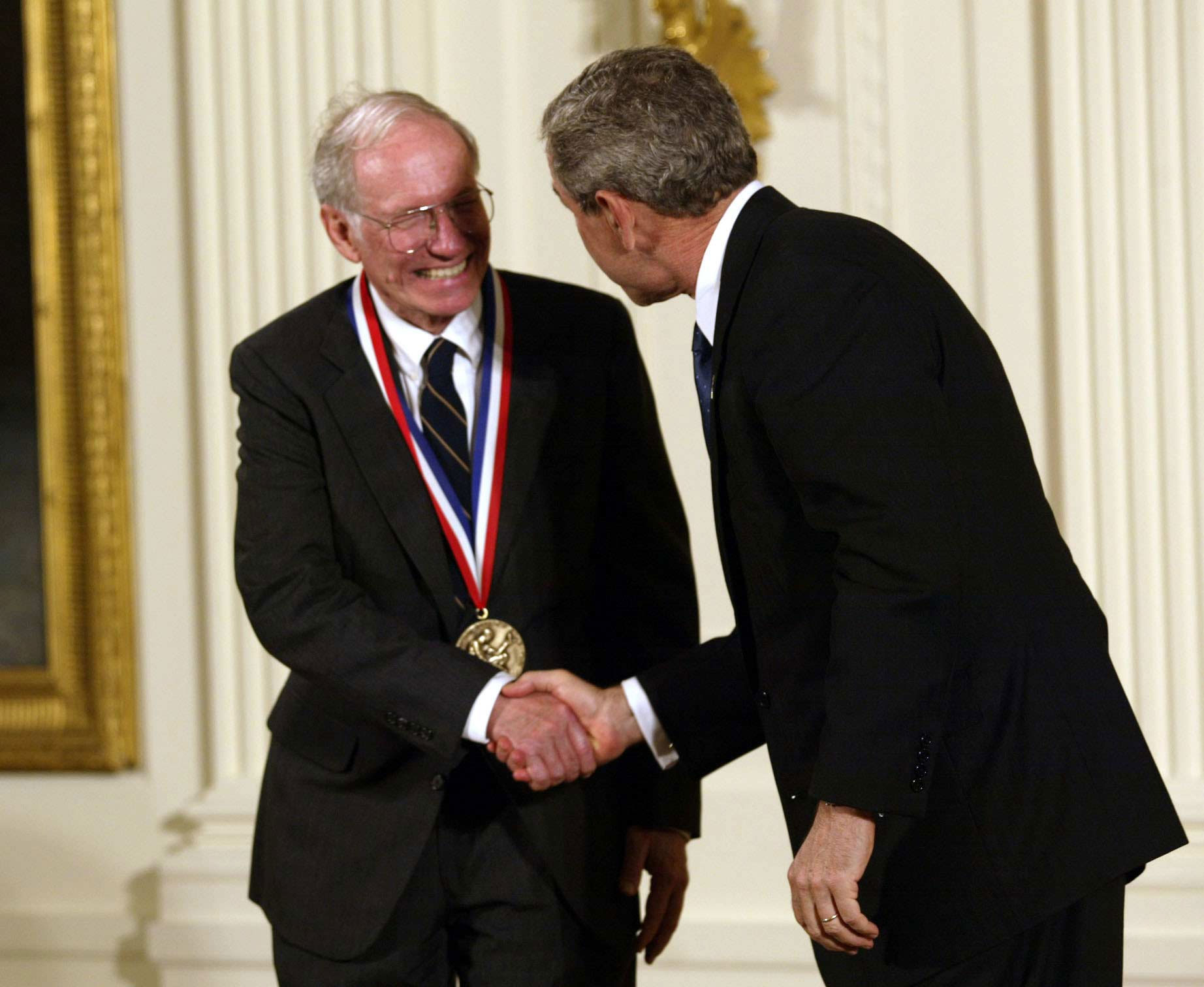
W. Jason Morgan erhält die National Medal of Science

W. Jason Morgan (William Jason Morgan; * 10. Oktober 1935 in Savannah, Georgia; † 31. Juli 2023 in Natick, Massachusetts) war ein US-amerikanischer Geophysiker, der bahnbrechende Arbeiten zur Plattentektonik und Geodynamik geleistet hat. Er war zuletzt emeritierter Knox Taylor Professor für Geologie und Professor für Geowissenschaften an der Princeton University.

## Lebenslauf und wissenschaftliche Hauptleistungen
Nach dem Erhalt seines Bachelor of Science in Physik am Georgia Institute of Technology 1957 wechselte er an die Princeton University, wo er 1964 bei Bob Dicke promovierte. Er wurde anschließend direkt in den Lehrkörper der Universität übernommen.
Sein erster bedeutender, Ende der 1960er Jahre geleisteter Beitrag bestand darin, die magnetischen Anomalien wechselnder Polarität, die der Ozeanboden zu beiden Seiten eines Mittelozeanischen Rückens aufweist, in Beziehung zur Meeresbodenspreizung und Plattentektonik zu setzen.
Seit 1971 folgte die Weiterentwicklung des Plume-Modells von John Tuzo Wilson, das die Existenz annähernd zylindrischer konvektiver Aufströme im Erdmantel postuliert, um Hotspots zu erklären. Morgan wandte das Konzept zwar zunächst nur auf Hawaii an und erklärte damit das mit wachsendem Abstand vom heutigen Hotspot zunehmende Alter der Seamounts der Hawaii-Emperor-Kette, aber das Konzept wurde seitdem von Morgan und zahlreichen anderen Wissenschaftlern auf viele andere Hotspots übertragen.
Für seine Arbeit erhielt Morgan zahlreiche Auszeichnungen, u. a. die Alfred Wegener Medal der European Geosciences Union (1983), den Maurice Ewing Award der American Geophysical Union (1987), den Japan-Preis (1990), die Wollaston-Medaille der Geological Society of London (1994) und die National Medal of Science der USA (2002). 1982 wurde er in die National Academy of Sciences, 2011 in die American Academy of Arts and Sciences gewählt.

## Wichtige Publikationen
- W. J. Morgan: Rises, Trenches, Great Faults, and Crustal Blocks. In: Journal of Geophysical Research. Band 73, 1968, S. 1959
- W. J. Morgan: Convection plumes in the lower mantle. In: Nature. Band 230, 1971, S. 42–43